# Fath Union Sport de Rabat (pallacanestro)
Il Fath Union Sport Rabat (in arabo: اتحاد الفتح الرياضي), comunemente chiamato FUS o FUS Rabat, è un club marocchino di pallacanestro con sede a Rabat. La squadra attualmente gioca nella Division Excellence, la massima divisione del Marocco. È la sezione di pallacanestro della società polisportiva che porta lo stesso nome.
Il FUS è il club più titolato della storia della pallacanestro marocchina, avendo vinto diciannove titoli della Division Excellence e nove Coppe del Trono marocchine.
Il FUS ha fatto il suo debutto nella Basketball Africa League (BAL) nel 2024.
Le partite casalinghe vengono giocate nella Salle Abderrahmane Bouânane, che ha una capienza di 1.500 spettatori.

## Storia
La sezione di pallacanestro del Fath Union Sport Rabat (FUS Rabat) fu una delle cinque sezioni presenti al momento della fondazione del club polisportivo, avvenuta nel 1946. Situato nella capitale del Marocco, Rabat, il FUS si affermò sin da subito come uno dei club più attivi e dinamici nella promozione dello sport in tutte le sue forme. La pallacanestro, sport introdotto nel Paese durante il periodo del Protettorato francese, trovò terreno fertile proprio in città come Rabat.
Già nei decenni successivi alla Seconda guerra mondiale, tra gli anni Cinquanta e Sessanta, il FUS Rabat si mise in luce come una delle migliori scuole di basket del Marocco, e la squadra iniziò a partecipare al massimo campionato nazionale, la Division Excellence.
Il club vinse il primo titolo nazionale nel 1968 e, a partire dagli anni Settanta, si impose come una delle principali forze nel campionato marocchino di basket, vincendo tra il 1970 ed il 1981 per otto volte il titolo; il FUS si laureò campione per 4 anni consecutivi tra il 1970 ed il 1973, e poi vinse nuovamente altri 4 titoli consecutivi, tra il 1978 ed il 1981. Nello stesso decennio la squadra si aggiudicò in quattro edizioni (1972, 1977, 1978, 1981) la vittoria della Maroccan Basketball Throne Cup.
Tra gli anni Ottanta e gli anni Novanta, il FUS Rabat, continuò a raccogliere altri successi sia nella Division Excellence, vincendo altre sei edizioni del massimo campionato nazionale (1984, 1988, 1990, 1992, 1994, 1999), sia nella Maroccan Basketball Throne Cup, che il club vince in tre occasioni, nel 1982, 1985 e 1991.
Con l'arrivo del nuovo millennio il FUS, dopo aver conquistato altre due vittorie nella Division Excellence nel 2001 e nel 2004, ha vissuto un lungo periodo di crisi di risultati che ha visto la squadra per diversi anni non riuscire più a lottare per la conquista del titolo nazionale. Nella stagione 2022-2023 la squadra guidata dall'allenatore francese Stéphane Dumas, ha conquistato il suo diciottesimo titolo della Division Excellence vincendo la serie delle finali per 3-1 contro il MTB Majd Tanga, ponendo così fine a un digiuno che durava da 19 anni.
In qualità di campioni nazionali, il FUS ha partecipato al torneo Road to BAL 2024, per ottenere la qualificazione al massimo torneo continentale. Il 4 novembre 2023, il FUS ha conquistato la sua prima storica qualificazione alla Basketball Africa League (BAL), grazie a una vittoria per 78-60 contro il FAP Yaoundé in semifinale. Nella loro prima partecipazione alla BAL, sono stati inseriti nella Kalahari Conference, dove il FUS ha ottenuto un record di 3 vittorie e 1 sconfitta, nel girone comprendente il Petro de Luanda e i Cape Town Tigers, vincendo la prima edizione della Conference. Tuttavia la squadra è stata poi eliminata ai quarti di finale della competizione, perdendo proprio contro i Cape Town Tigers per 88-91 dopo un tempo supplementare.
Al termine della stagione 2023-2024 della Division Excellence, il FUS Rabat ha conquistato il suo 19º titolo nazionale ed il secondo consecutivo, dopo aver sconfitto l'AS Salé nella finale dei playoff per 3-1.

## Palmarès

### Titoli nazionali
Division Excellence
- Campioni (19): 1968, 1970, 1971, 1972, 1973, 1978, 1979, 1980, 1981, 1984, 1988, 1990, 1992, 1994, 1999, 2001, 2004, 2023, 2024

Maroccan Basketball Throne Cup
- Campioni (9): 1972, 1977, 1978, 1981, 1982, 1985, 1991, 2002, 2004
- Finalista (9): 1957, 1967, 1970, 1971, 1973, 1984, 1990, 2022, 2023

### Titoli regionali
Maghreb Club Championship
- Campioni (1): 1968
- Finalista (1): 1971

## Partecipazioni alla FIBA European Champions Cup
Il FUS Rabat ha anche partecipato, come squadra invitata, a tre edizioni della FIBA European Champions Cup: 1970-1971, 1971-1972, 1972-1973. La squadra venne però sconfitta in tutte e tre le occasioni al primo turno, senza riuscire a conquistare nemmeno una singola vittoria.
| Stagione  | Turno       | Squadra            | Andata | Ritorno | Aggregato |
| --------- | ----------- | ------------------ | ------ | ------- | --------- |
| 1970-1971 | Primo Turno | AEK Atene          | 80-84  | 44-95   | 124-179   |
| 1971-1972 | Primo Turno | BUS Fruit Lier BBC | 64-82  | 63-123  | 127-205   |
| 1972-1973 | Primo Turno | ASVEL              | 65-82  | 74-111  | 139 - 193 |

## Organico
Organico per la stagione 2024-2025.
|    | Naz.                                               | Ruolo | Sportivo            | Anno | Alt. | Peso |  |
| -- | -------------------------------------------------- | ----- | ------------------- | ---- | ---- | ---- |  |
| 1  | Stati Uniti (bandiera)                             | PG    | Johnathan Jordan    | 1992 | 178  | 75   |  |
| 4  | Francia (bandiera) · Senegal (bandiera)            | AG    | Mouhamadou Diagne   | 1997 | 206  | 95   |  |
| 5  | Marocco (bandiera)                                 | PG    | Abdelkarim El Haoua | 1997 | 178  | 75   |  |
| 6  | Marocco (bandiera)                                 | C     | Soufiane Kourdou    | 1985 | 208  | 110  |  |
| 7  | Belgio (bandiera) · Marocco (bandiera)             | AP    | Ayoub Nouhi         | 1999 | 195  | 89   |  |
| 10 | Marocco (bandiera)                                 | G     | Soufiane Benhmine   | 1991 | 192  | 85   |  |
| 12 | Stati Uniti (bandiera)                             | C     | Dwight Howard       | 1985 | 208  | 120  |  |
| 13 | Stati Uniti (bandiera) · Costa d'Avorio (bandiera) | AG    | Mike Fofana         | 1997 | 206  | 95   |  |
| 14 | Belgio (bandiera) · Marocco (bandiera)             | AP    | Yacine Baeri        | 1989 | 196  | 88   |  |
| 23 | Marocco (bandiera)                                 | C     | Badreddine Azouga   | 1994 | 204  | 100  |  |
| 24 | Marocco (bandiera)                                 | AP    | Abdelhakim Zouita   | 1986 | 201  | 90   |  |
| 34 | Senegal (bandiera)                                 | C     | Yakhya Diop         | 2006 | 212  | 105  |  |
| 41 | Marocco (bandiera)                                 | AP    | Mohamed Zeghloul    | 2004 | 199  | 90   |  |
| 45 | Stati Uniti (bandiera) · Costa d'Avorio (bandiera) | G     | Nisré Zouzoua       | 1996 | 191  | 88   |  |

### Staff tecnico
| Ruolo           | Nome            |
| --------------- | --------------- |
| Capo Allenatore | Said El Bouzidi |
| Assistente      | Ahmed Salam     |

## Giocatori celebri
- Abderrahim Najah
- Abdeljabbar Belgnaoui
- Abdelhakim Zouita
- Mohamed Mouak
- Nadim Soufiane
- Youness Loufissi
- Rachid Takouri
- Soufiane Benhmine
- Jaouad Darib
- Kevin Franceschi
- Thierno Diagne
- Aliou Diarra
- Kante Mahamadou
- Bangoura Mortaye
- Prince Orizu
- Loo Mbay
- Jason Retono
- Marius Assoumou
- Mohammad Hussein
- Kleon Penn
- Ken Brown
- John Jordan
- Malcolm Griffin
- Winston Shepard
- Antwan Wilkerson
- MaJic Dorsey
- Mohamed Tangara
- Nisré Zouzoua

## Allenatori
- Idriss El Houari: (2008-2011)
- Predrag Savic: (2011-2012)
- Outail Aouij: (2017-2019)
- Mustapha Chiba: (2021-2022)
- Stéphane Dumas: (2022-2023)[10]
- Said El Bouzidi: (2023-in carica)